# خلوتگاه داخلی (فیلم ۱۹۴۸)
خلوتگاه داخلی (انگلیسی: Inner Sanctum) فیلمی در ژانر نوآر و معمایی به کارگردانی لو لندرز است که در سال ۱۹۴۸ منتشر شد. از بازیگران آن می‌توان به مری بث هیوز، ایو میلر، فریتس لیبر، لی پاتریک، و نانا برایانت اشاره کرد.